# Santo, Santo, Santo
"Holy, Holy, Holy" (em português: Santo, Santo, Santo) é um hino cristão escrito por Reginald Heber (1783-1826). Sua letra trata a Trindade como tema principal, sido escrita para ser usada no Domingo da Santíssima Trindade. John Bacchus Dykes compôs a melodia, a qual intitulou de NICAEA (Nicéia) em 1861. Faz referência ao Sanctus, que é frequentemente chamado de "Santo, Santo Santo" em Inglês. O nome da melodia é uma homenagem ao Primeiro Concílio de Niceia, que formalizou a doutrina da Trindade, em 325 d.c. O texto parafraseia Isaías 6:1-5.
Para diferenciar o hino do "Holy, holy, holy" ou "Santo, santo, santo" de Franz Schubert e outras versões, é mais certo buscar ou citá-lo com "Holy, Holy, Holy, Lord God Almighty" ou "Santo, santo, santo, Deus onipotente".
Ele faz parte de muitos hinários, no Brasil, entre outros, do Cantor Cristão, do hinário luterano, no Hinos de Louvores e Súplicas a Deus, Hinário Evangélico, e do Hinário Adventista. São traduções diferentes, porém, o início é sempre igual.
O hino foi traduzido em português por João Gomes da Rocha (1861-1947), Rudolfo Hasse e outros.
Ele é cantado no filme Titanic de 1953. Existe uma versão de orquestra de Eugene Ormandy. Uma adaptação dessa versão para coro de Axel Bergstedt pode ser vista no youtube e outros sites.